# لهجة حجازية بدوية
لهجة حجازية بدوية هي إحدى لهجات الحجاز الرئيسية يتحدث بها أهل المدينة المنورة والطائف ومكة المكرمة، وتتشابه إلى حد كبير مع لهجات نجد والشرقية والجنوب، وذكر الباحث عاتق بن غيث البلادي بأن لغة أهل الحجاز والجزيرة العربية عامة ظلت لغة سليمة بعيدة عن العامية، وأن ما طرأ على لهجاتهم هو لحن في مفردات فصيحة أصيلة، مع دخول قليل من المفردات الأجنبية في لهجة أهل الحاضرة دون البادية نتيجة اختلاط حاضرة الحجاز بالحجاج.
يتكلم هذه اللهجة الكثير من القبائل الحجازية ومنها؛ هذيل وقريش وثقيف والأشراف وحرب وعتيبة ومطير وجهينة وبني رشيد والبقوم والعديد من القبائل الأخرى.

## كلمات
- أريا = آراء
- استْنّى = انتظر وتحر. وأصلها: استأنى.
- اسمَهَلّ = تطلقت أسارير وجهه وهدأ غضبه.[2]
- أقعد = اجلس
- الحين = الآن
- عطه = أعطه
- خله = اترك
- تهقى = هل تعتقد أو هل تظن
- تكفى = أرجوك ودائما تستخدم عند الطلب
- مستشفه (بالهاء) = مستشفى
- كفو = تقال لمدح شخص الذي قام باداء العمل على اوجه الكمال
- حذيان = حذاء